# Zelina Breška
Zelina Breška je naseljeno mjesto u Republici Hrvatskoj u Zagrebačkoj županiji. Nalazi se u sastavu grada Ivanić-Grada. Naselje se proteže na površini od 1,95 km². Prema popisu stanovništva iz 2001. godine Zelina Breška ima 136 stanovnika koji žive u 47 kućanstava. Gustoća naseljenosti iznosi 69,74 st./km².

## Stanovništvo
| broj stanovnika | 93    | 91    | 75    | 95    | 110   | 208   | 181   | 190   | 103   | 186   | 202   | 90    | 136   | 120   | 136   | 99    | 76    |
|                 | 1857. | 1869. | 1880. | 1890. | 1900. | 1910. | 1921. | 1931. | 1948. | 1953. | 1961. | 1971. | 1981. | 1991. | 2001. | 2011. | 2021. |